# Berberarchitektur

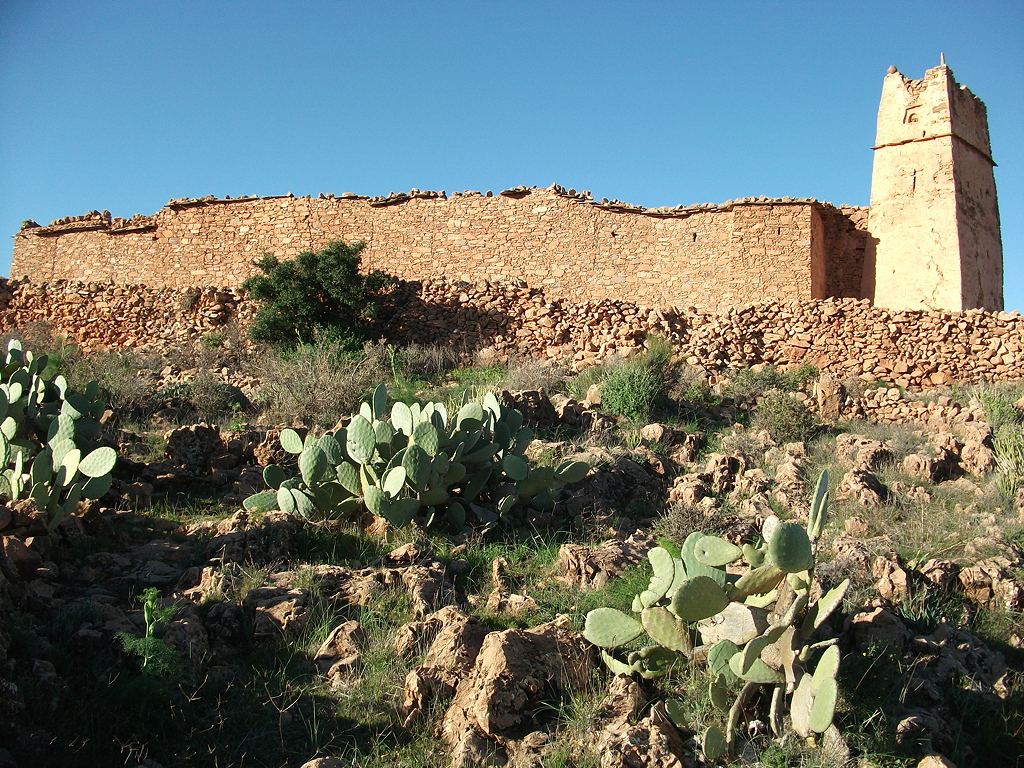
Agadir Imhilene, Antiatlas, Marokko. Die meisten Agadire Marokkos liegen isoliert auf Bergkuppen oder aber am Dorfrand. In ihrer Nähe wurde sogar das – ansonsten eher unbeliebte – Kakteengestrüpp als zusätzliche 'Verteidigungslinie' vor dem geschlossenen Mauerring und den dahinter aufragenden fensterlosen Außenwänden des Agadir stehen gelassen bzw. angepflanzt.

Unter dem Begriff Berberarchitektur werden Bautypen und Einzelbauten der Berbervölker in den ländlichen Regionen des südlichen Maghreb (also im Wesentlichen im Süden Libyens, Tunesiens, Algeriens und Marokkos) zusammengefasst. Bei den Bauten handelt es sich generell um dörfliche nicht religiöse Konstruktionen; somit unterscheiden sie sich grundsätzlich von der – weitgehend arabisch-islamisch geprägten – städtischen Architektur des Nordens.

## Lebensumstände
Obwohl es zur Geschichte und Kultur der Berber keinerlei schriftliche Zeugnisse gibt, lässt sich aus den mündlichen Überlieferungen und den erhaltenen Bauten doch einiges erschließen: In den bergigen und semiariden Regionen des südlichen Maghreb war – anders als im Norden – eine dauerhafte Sesshaftigkeit der Bevölkerung nur in seltenen Fällen und meist nur für einen Teil des Jahres (November bis April) gegeben. Den restlichen Teil des Jahres verbrachte ein Großteil der dörflichen Bevölkerung in Zelten auf Wanderungen mit den Viehherden (Schafe und Ziegen) in den höher gelegenen Bergregionen (Transhumanz). In dieser Zeit blieben die Heimatdörfer, die Wohnbauten mit den Ackergeräten und ein Großteil der Ernte nahezu unbewacht zurück. In einigen Gebieten des Antiatlas und des Hohen Atlas mitsamt seinen östlichen Ausläufern bildeten sich – wahrscheinlich bereits in vorislamischer Zeit – zur Abwehr von umherziehenden Nomaden, räuberischen Banden oder verfeindeten Nachbardörfern bzw. -stämmen Verteidigungsstrategien heraus, die sich ganz besonders in der Architektur zeigen.
Nach dem Übertritt der Berber zum Islam (je nach Region im 8. bis 12. Jahrhundert) änderten sich die Lebensumstände nicht und auch die Berbersprachen blieben bis in die heutige Zeit erhalten. Bezeichnend ist die Tatsache, dass in den Berberdörfern – wenn auch zunächst nur vereinzelt – Gebetsräume errichtet wurden, die jedoch allesamt über kein Minarett verfügten, obwohl der Bau von Türmen technisch problemlos möglich war (siehe Agadire und Tighremts). Die in heutigen Berberdörfern zu findenden Minarette stammen allesamt aus der zweiten Hälfte des 20. Jahrhunderts.
Eine große Rolle in den von Berbern bewohnten Gebieten spielte schon immer die Bewässerung der Felder mittels kleinerer oberirdischer oder größerer unterirdischer Kanäle (Foggaras oder Khettaras). In Bergregionen wurde auch die Terrassierung der Ackerflächen in Angriff genommen, doch aufgrund des Klimawandels und der damit einhergehenden Dürre sind viele der mit großem Aufwand hergestellten Konstruktionen obsolet geworden und verfallen.

## Bautypen
Bis ins frühe 20. Jahrhundert hinein entstanden – oft in Gemeinschaftsarbeit – befestigte Dörfer (ksour), Agadire (igoudars) oder wehrhafte Wohnburgen (tighremts), die der Gemeinschaft bzw. der in ihren Heimatdörfern zurückbleibenden Bevölkerung (meist Alte und Kranke) und den Wachmannschaften ein gewisses Maß an Schutz boten. Bei allen Bautypen ist ein deutliches Streben in die Höhe festzustellen – Zwei- oder gar Dreigeschossigkeit war die Regel. Hierdurch tritt der wehrhafte Verteidigungscharakter der Bauten – vor allem im Vergleich mit der meist eingeschossigen ländlichen Architektur des Nordens – besonders deutlich in Erscheinung.

### Ksur

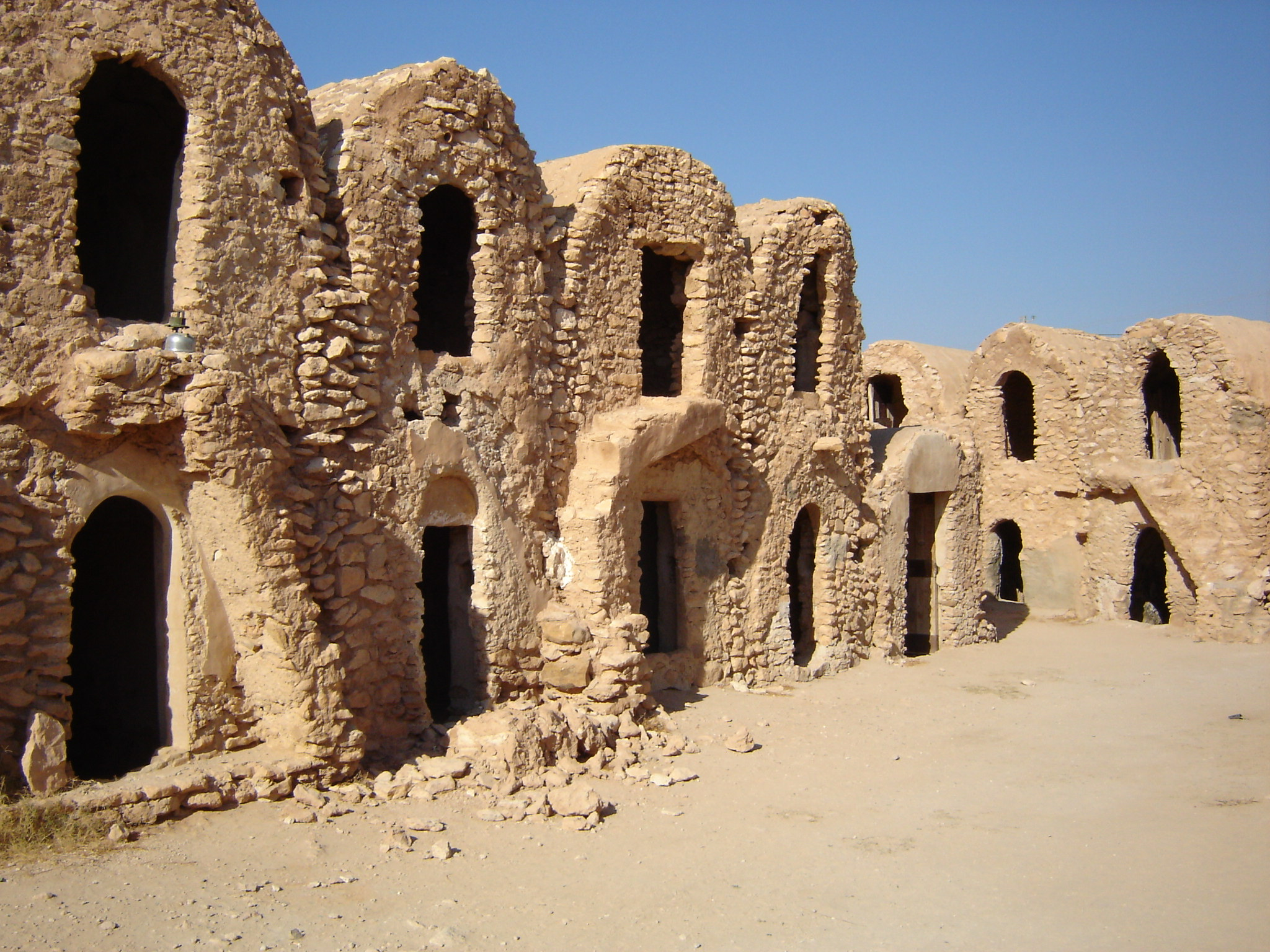
Ksar Hadada, Tunesien

Der Begriff ksar (Plural: ksour oder dt. Ksur) bezeichnet im Süden Tunesiens sowohl wehrhafte Dörfer im Bergland mit einem unregelmäßigen, sich an die natürlichen Geländeformationen anpassenden, Grundriss (z. B. Chenini) als auch mehrgeschossige Speicherburgen mit rechteckigem oder ovalen Grundriss (z. B. Medenine), die zumeist in ebenem Gelände an den Karawanenwegen lagen und deshalb zeitweise auch als Lager- und Handelsplätze genutzt wurden.
In Marokko wird der Begriff ausschließlich für wehrhafte Dörfer (z. B. Ait Benhaddou, Tizourgane) verwendet. Sonderfälle sind die von den regierenden Alawiden im 17. und 18. Jahrhundert erbauten königlichen ksour in der Umgebung von Rissani mit einem geradlinigen Wegenetz.

### Agadire

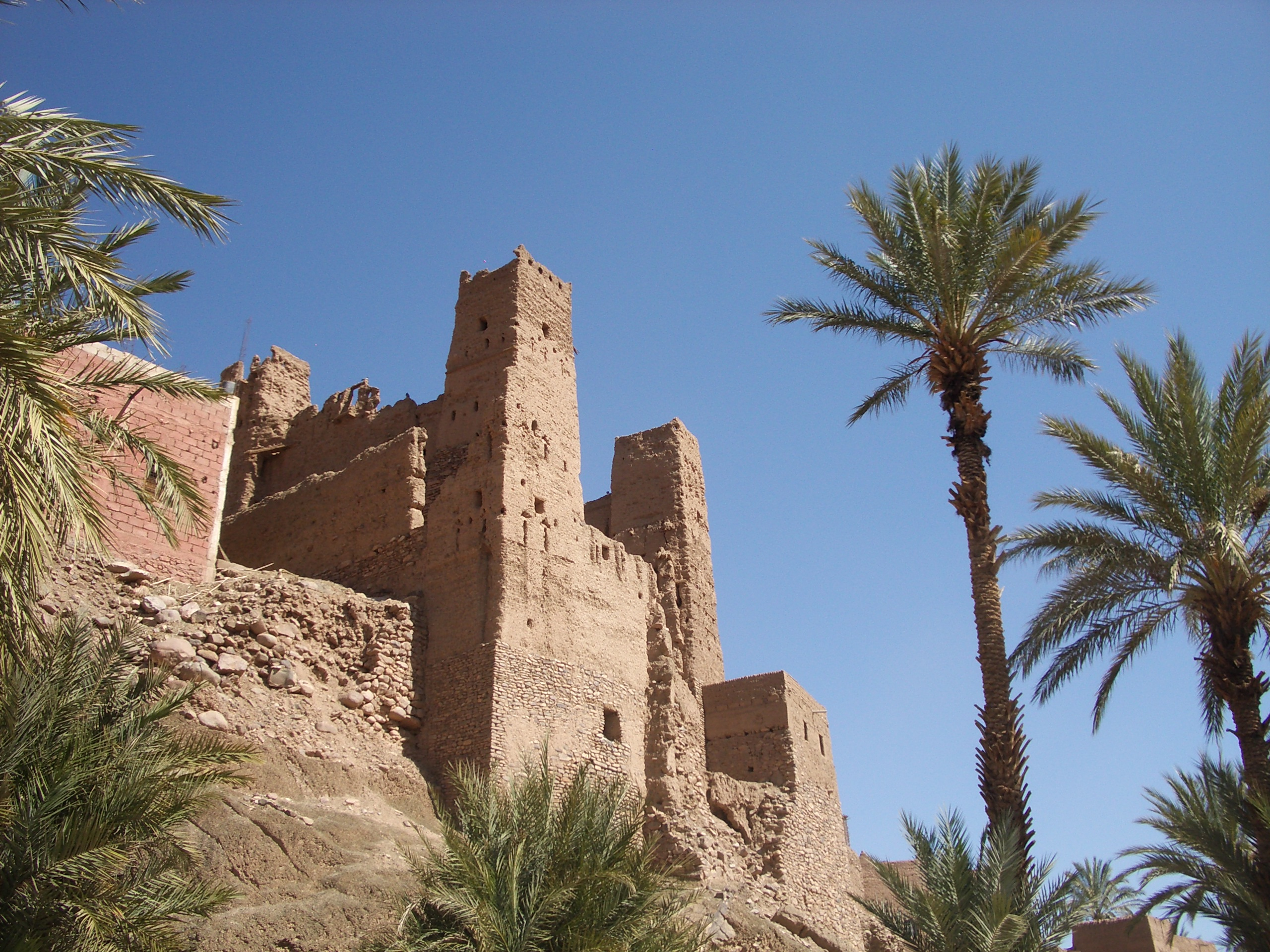
Tighremt im Draa-Tal, Marokko

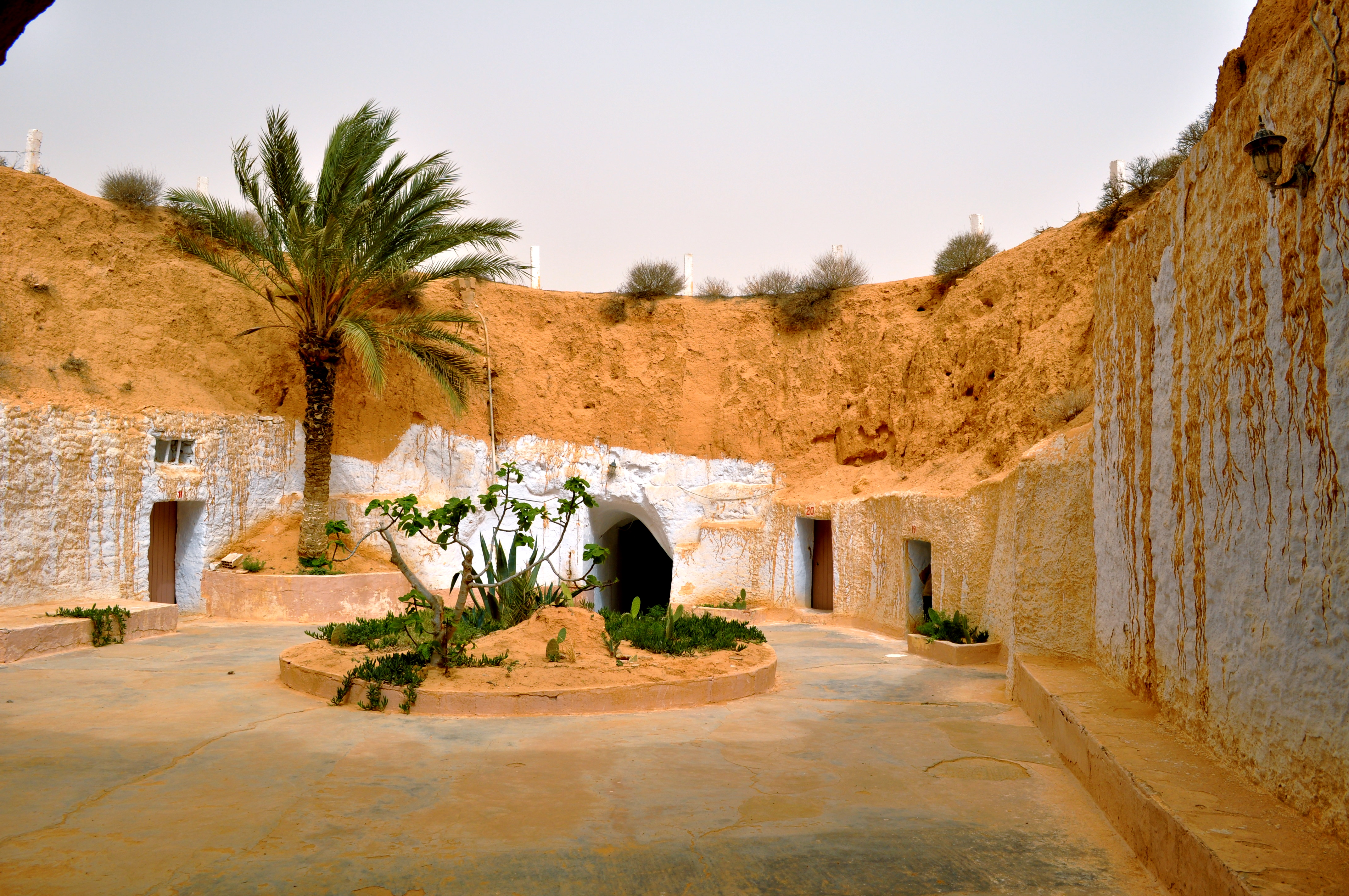
Matmata, Tunesien – Patio eines Hauses

Die Speicherkammern der mehrfach gesicherten (Kakteengestrüpp, Ringmauer mit Wachtürmen, fensterlose Außenwände der Speicherkammern) Agadire boten jeder Familie eines Dorfes die Möglichkeit zur Lagerung von haltbaren Lebensmitteln (Gerste, Arganöl, Datteln, Mandeln, Honig, Nüsse etc.) und häuslichen bzw. landwirtschaftlichen Gerätschaften.

### Tighremts
Die – zumeist aus Lehm vermischt mit Pflanzenresten und kleinen Steinen errichteten – überaus imposanten, meist zwei- oder dreigeschossigen fensterlosen Wohnburgen (tighremts) boten den Familien und ihrem Vieh Schutz in der Nacht und bei Übergriffen räuberischer Banden oder verfeindeter Stämme. Mit ihren engen Treppen bzw. Rampen (Mobiliar war weitgehend unbekannt – man saß oder schlief auf dem mit Schilfmatten und Decken, selten auch mit Kissen belegten Boden) waren sie vergleichsweise gut zu verteidigen.

### Wohnhöhlen
In den Berbergebieten Marokkos und Tunesiens finden sich vereinzelt Höhlenwohnungen, die aus dem relativ leicht zu bearbeitenden Felsgestein herausgehauen wurden. Sie entfalten sowohl bei sommerlicher Hitze als auch bei nächtlicher und winterlicher Kühle eine angenehme, temperaturausgleichende Wirkung. Während in Marokko (z. B. in Bhalil bei Sefrou) die Wohnhöhlen in senkrechte Felswände hineingetrieben wurden, sind die Wohnhöhlen von Matmata (Tunesien) um einen im Erdreich versenkten Innenhof gruppiert, welcher zuallererst ausgehoben werden musste.

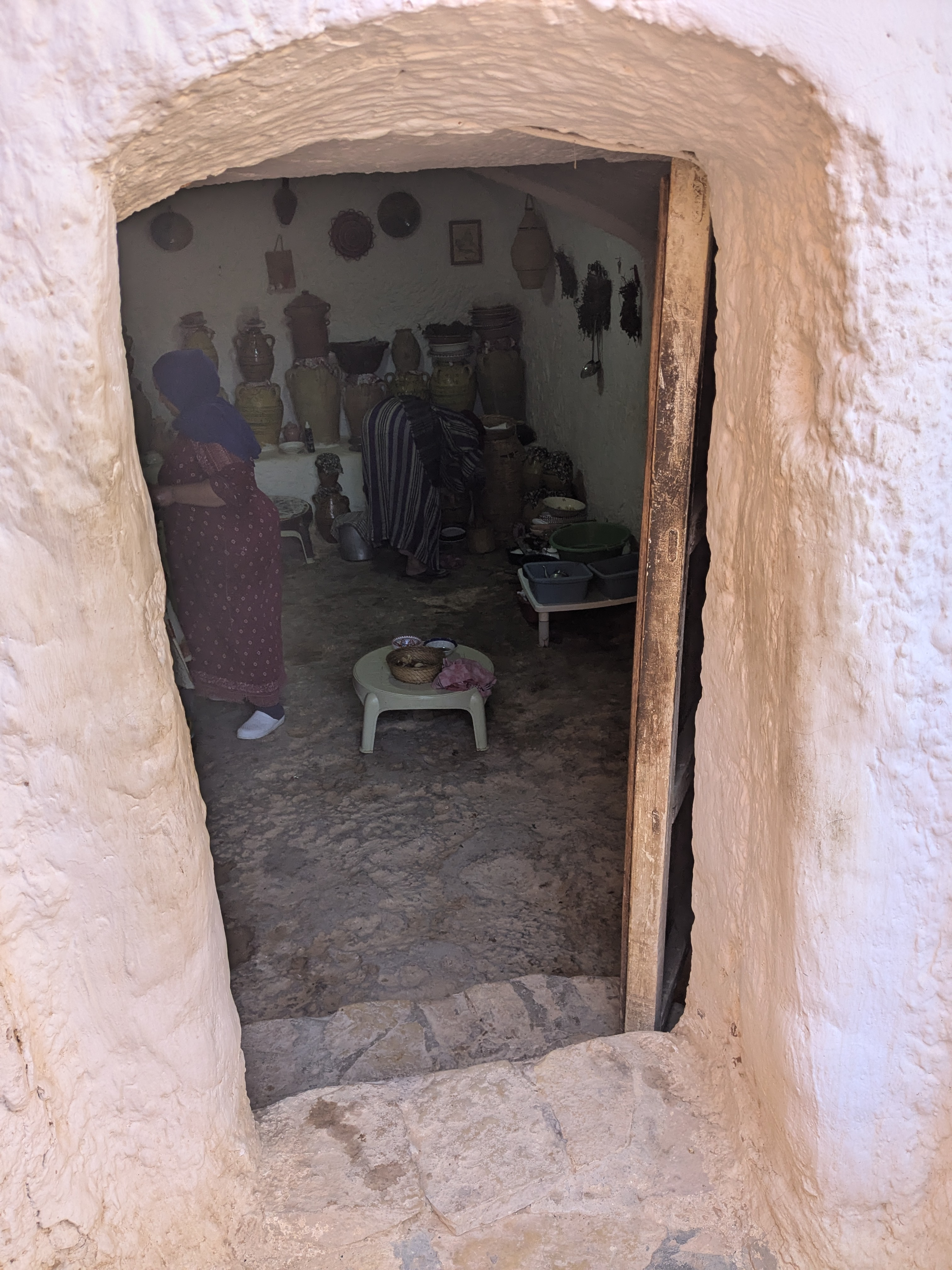
Blick in die Küche einer Berberfamilie

## Baumaterialien

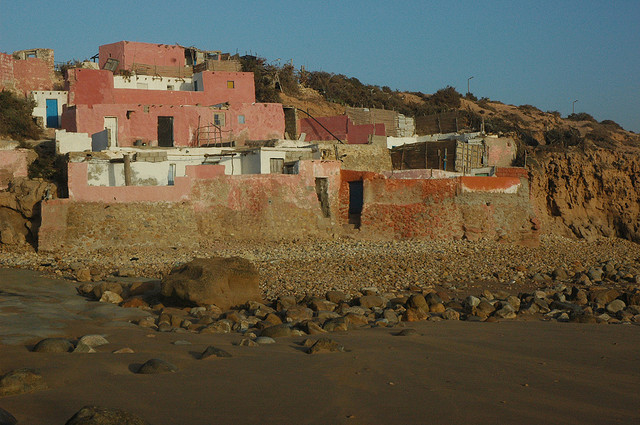
Einfache Fischerhäuser am Strand von Imsouane, Marokko

Zum Bau wurden nur die vor jeweils Ort vorhandenen Baumaterialien (Bruchsteine oder Lehm, Argan- oder Mandelholzäste sowie Palmstämme und/oder -zweige sowie Schilf) verwendet; die Außenmauern bestehen zumeist aus Stampflehm. Alle Materialien blieben – anders als im arabisch-islamisch geprägten Norden des Maghreb – weitgehend unverputzt. Dachziegel wurden angesichts der spärlichen Regenfälle in den Wintermonaten nicht benötigt. Fensterglas oder Metalle blieben bis ins frühe 20. Jahrhundert hinein weitgehend unbekannt oder waren in einer auf Selbstversorgung angewiesenen Gesellschaft und in einer weitgehend geldlosen Umgebung nahezu unerschwinglich.

## Bauornamentik
Besonders im Süden Marokkos bildete sich – sowohl bei Bruchstein- als auch bei Lehmbauten – eine Ornamentik heraus wie sie auch an Weberzeugnissen festzustellen ist (Rauten, Fischgrätmuster, Dreiecke, Gitterformen). Diese war ursprünglich nicht als Bauzier gedacht, sondern hatte eine unheilabwehrende (apotropäische) Funktion; so können beispielsweise die stets wiederkehrenden Rautenmotive als abstrahierte Augen – und somit als Zeichen von Wachsamkeit – gedeutet werden.
Ähnlich ist einige Ornamentik in Tunesien zu deuten, Fische und Hände sollen den "bösen Blick" abwenden.

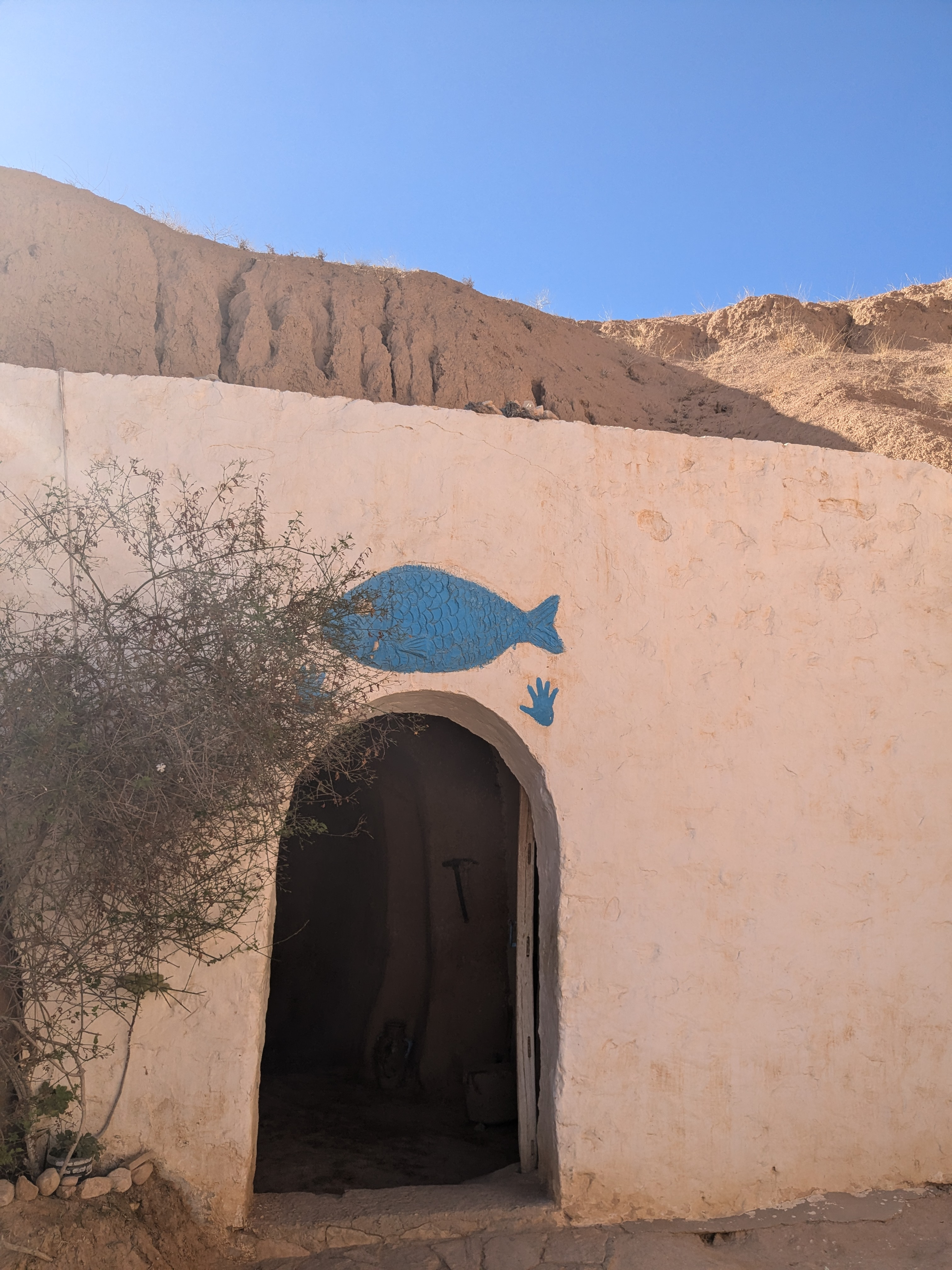
Eingang zu einer Berberhöhle

## Heutiger Zustand
Nach der Befriedung der Berberstämme während und nach der Kolonialzeit änderten sich die Umstände des täglichen Lebens gewaltig; hinzu kam die von Jahr zu Jahr zunehmende Trockenheit: In den staubigen, lichtlosen und ständig pflegebedürftigen Tighremts will niemand mehr leben; viele – vornehmlich jüngere – Berber wandern auf der Suche nach Arbeit in die großen Städte des Nordens ab; die Viehwirtschaft und damit das Nomaden- oder Halbnomadentum geht stark zurück; Strom- und Telefonnetze werden ausgebaut und es gibt Kühlschränke und Fernseher allenthalben.

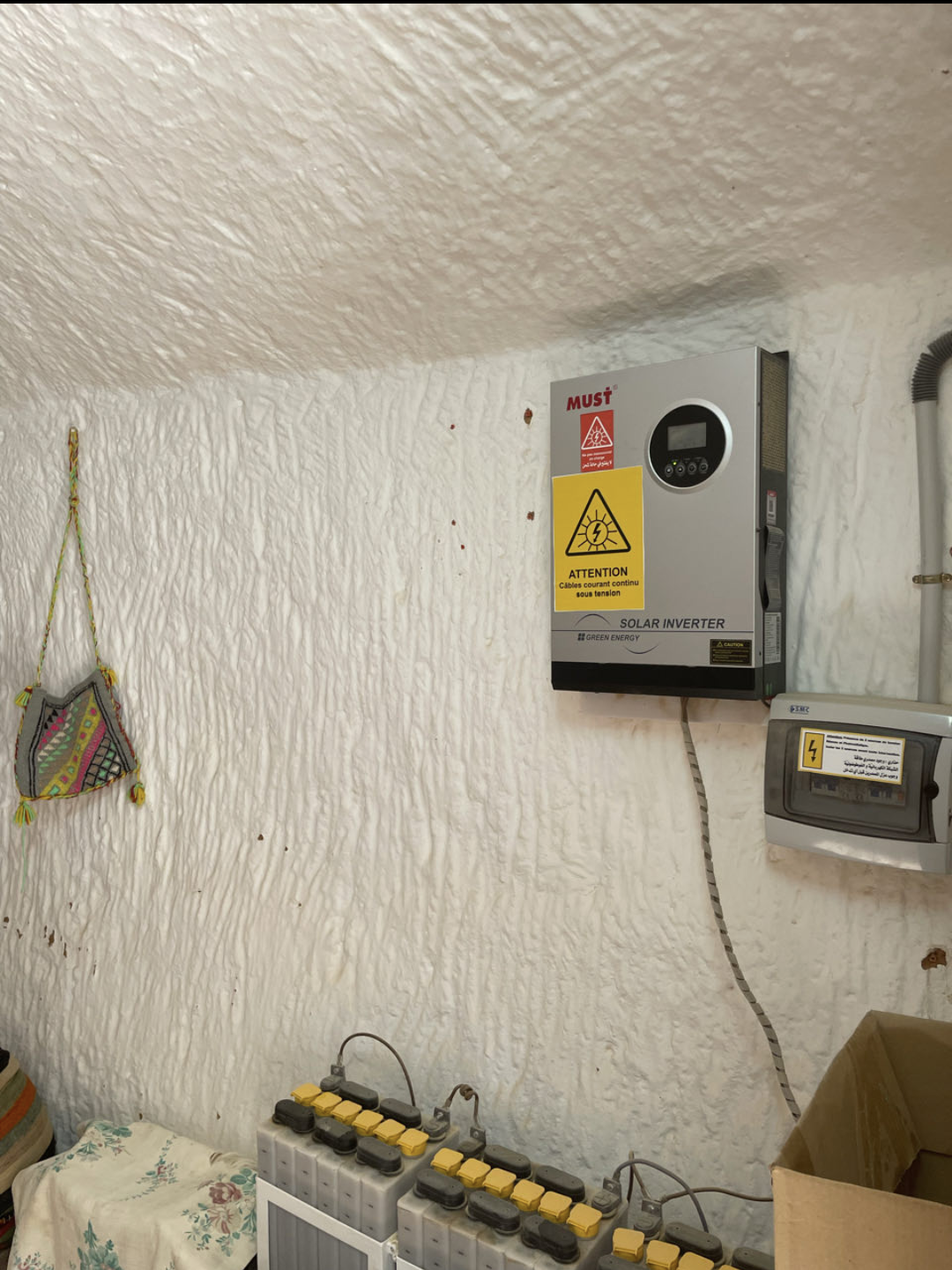
Solarspeicher von Berbern in Matmata

So sind denn die alten Bauformen überflüssig geworden oder nicht mehr zeitgemäß – mit der Konsequenz, dass die alte Bausubstanz zusehends verfällt und nicht mehr wie früher restauriert wird. Das Ende der traditionellen Berberarchitektur zeichnet sich somit ab – nur einige wenige Bauten werden als Museen (maisons traditionelles) überleben.

## Bedeutung
Die Berberarchitektur im südlichen Maghreb mit ihren Ksur, Tighremts, Agadiren und Wohnhöhlen gehört zweifellos zum Originellsten und Eindrucksvollsten, was die Weltarchitektur hervorgebracht hat. Überdies bieten die verbliebenen Bauwerke tiefe Einblicke in eine vergangene Zeitepoche und in eine sich wandelnde, in hohem Maße aber auch schon vergangene Kultur ganzer Völker.
In der Zeit der berberisch-stämmigen Almoraviden, Almohaden und Meriniden gelangte die Stampflehmbauweise auch in den Norden Marokkos (teilweise sogar nach Andalusien) und diente dort beispielsweise zum Bau von Stadtmauern und Festungen (kasbahs) oder von Moscheen; das nördlichste Beispiel ist die Kasbah von Chefchaouen aus dem 17./18. Jahrhundert.